# Heidi Robbiani
Adelheid „Heidi” Robbiani z domu Hauri (ur. 27 października 1950) – szwajcarska jeźdźczyni sportowa. Brązowa medalistka olimpijska z Los Angeles.
Sukcesy odnosiła w skokach przez przeszkody. Zawody w 1984 były jej jedynymi igrzyskami i pod nieobecność sportowców z części tzw. Bloku Wschodniego zdobyła brązowy medal w konkursie indywidualnym i zajęła piąte miejsce w drużynowym. Startowała na koniu Jessica V. W drużynie była złotą medalistką mistrzostw Europy w 1983 i srebrną w 1985. W 1985 zdobyła również srebro w konkursie indywidualnym).
Jej brat Max Hauri także był jeźdźcem i olimpijczykiem.